# Giovanni Bonomi
Giovanni Bonomi (Brissago, 19 dicembre 1866 – Oslavia, 6 agosto 1916) è stato un militare italiano insignito della medaglia d'oro al valor militare alla memoria nel corso della prima guerra mondiale.

## Biografia
Nacque a Brissago, provincia di Como, il 19 dicembre 1886, figlio di Policarpo e di Felicita Palazzi, all'interno di una famiglia di operai. Per ragioni lavorative emigrò in Svizzera in giovane età, rientrando in Italia nel 1907 al fine di espletare il servizio militare di leva nel Regio Esercito.
Assegnato in servizio all'87º Reggimento fanteria, fu trasferito al 65°, dove fu promosso caporale e posto poi in congedo nel settembre 1909 presso il 67º Reggimento. Ritornato in Svizzera dopo la morte del padre, vi lavorò come muratore. Allo scoppio della guerra con l'Impero austro-ungarico, il 24 maggio 1915,  rientrò subito in Patria per arruolarsi nell'esercito. Nel settembre 1915 fu assegnato al 206º Reggimento fanteria della neocostituita brigata Lambro, raggiungendo il suo reggimento al fronte sull'altipiano di Asiago. In servizio presso il III Battaglione si distinse in azione, venendo promosso caporale maggiore per merito di guerra nel giugno 1916. Il III Battaglione fu trasferito poi sul fronte della  3ª Armata poco prima dell'inizio della sesta battaglia dell'Isonzo che portò alla conquista di Gorizia. Il 2 agosto il battaglione era posizionato al Lenzuolo bianco, tra il torrente Peumica e il vallone dell'Acqua. L'attacco fu lanciato il 6 agosto e il III battaglione oltrepassò di slancio le trincee di Lenzuolo bianco e si diresse verso la quota 188 a nord-est di Oslavia. L'attacco si disperse nel groviglio delle trincee e dei camminamenti ed egli, accortosi di mitragliatrice posta all'entrata di una caverna che sparava sul terreno davanti ad essa, seguito dai pochi uomini della sua squadra ancora vivi, attaccò la postazione uccidendone i serventi. Girata l'arma verso la caverna costrinse l'intero presidio ad arrendersi. Poco dopo cadde colpito a morte nell'attacco finale alla vetta di quota 188. Con motu proprio del 26 ottobre 1916 re Vittorio Emanuele III lo insignì della medaglia d'oro al valor militare alla memoria.
Alla sua famiglia venne inviato da parte dell’associazione “Premio al valore”, un premio da mille lire.

### Annotazioni
1. ↑  Tale somma, per deliberazione della stessa associazione, veniva assegnata a ogni militare del Regio Esercito decorato con la medaglia d’oro al valor militare.

### Fonti
1. ↑  Carolei, Greganti, Modica 1968, p. 240.
2. ↑  Luino Notizie.
3. 1 2 3 4 5 6 7 8  Combattenti Liberazione.
4. 1 2 3 4 5 6 7  Coltrinari, Ramaccia 2018, p. 127.
5. ↑  Quirinale - scheda - visto 23 marzo 2023